# Huzik Veronika
Huzik Veronika (Pincehely, 1955. szeptember 12. –) a Police Press Lapkiadó Kft. ügyvezetője, több lap alapítója, főszerkesztő.

## Élete
Édesapja felvidéki magyar, édesanyja, Weisz Erzsébet tolnai sváb származású. Egy Tolna megyei kis faluban, Keszőhidegkúton nőtt fel. Gyönkön járt német tagozaton a Tolnai Lajos Gimnáziumban.
Férje, Horváth Lajos gimnáziumi osztálytársa volt. Két fiúgyermek édesanyja.
A pécsi Állam- és Jogtudományi Karra maximális pontszámmal került be. Ügyvédi-jogtanácsosi szakvizsgával először egy vállalatnál helyezkedett el, majd az államigazgatásban dolgozott. Időközben közgazdász végzettséget szerzett. A hatósági munka azonban másfajta embert kívánt. Az uniformizálódott,  merev hivatali közeg helyett ekkortájt érlelődött meg benne az alapalapítás ötlete.
II. János Pál pápa 1991 augusztusában látogatott el Magyarországra, a látogatását megelőző biztonsági intézkedések sora adta az apropót a Pandúr Jogi- és Bűnügyi Magazin első lapszámának megjelenéséhez, melyet az a gondolat indított útba, miszerint a 3. évezred legnagyobb kihívása a bűnözés elleni küzdelem lesz.
Tulajdonképpen bűnmegelőzési céllal alapította a Pandúr bűnügyi magazint, melynek immáron XXXIV. évfolyama a maga műfajában egyedülálló az írott sajtópiacon.
Ezt követően 1996-ban alapította és főszerkesztője a Házak lakáskultúra, építkezés, életmód magazinnak, mely azóta is töretlen népszerűségnek örvend. A jelenleg XXIX. évfolyamos havi magazin alapítása után tíz évvel elnyerte a B. I. D. (Businnes Initiative Directions) által odaítélt Nemzetközi Csillag-díj arany fokozatát média kategóriában, melynek átadására Svájcban került sor 2006. október 30-án. Ez a nemzetközi díj világszerte elismert, így a Házak magazin nemcsak hazai, hanem világszínvonalon is méltó helyet szerzett meg magának, ezáltal jogosult a cím és embléma viselésére.
Az 1998-as évben megalapította a Sikeres Nők lapját, mely jelenleg is „sikeres újság”. XXIV. évfolyamában jár, olvasói körében közvetlen, őszinte hangvétele miatt rendkívül népszerű. A főszerkesztő erről egy interjúban (Sikeres Nők 1999/12) így nyilatkozott: „Örülök, hogy talán sikerült áthangolni a közvéleményt a pesszimista szemléletről bizakodóvá. Továbbá örülök annak is, hogy a médiában egyre gyakrabban látom megjelenni azt a gondolatot, amit én hintettem el. Büszke vagyok az eredményeimre. Igazolva látom, hogy szükség van a közvetlen őszinte hangra, a példaértékű élethelyzetek, életutak bemutatására, s hogy vidékről is lehet országos színvonalút adni, karmesternek lenni.”
2004 decemberétől kezdődően minden évben kiadja, főszerkeszti a TOP Magazinokat, melyek évkönyvként felölelik az adott év csúcsteljesítményeit.
Válogatásában portrét rajzol sikeres közéleti szereplőkről, sportolókról, művészekről, tudósokról, gazdasági szakemberekről, akik az élet valamely területén kimagaslót alkottak, ezzel egyben tisztelegve sikereik előtt.
Mindemellett 7 évig (2009-2016) vezette Pécs sétálóutcájának ikonikus kávéházát, a Roxyt, amit számos élőzenés műsor tett feledhetetlenné.
Több idegen nyelven beszél, 1987 és 1989 között családjával a mai Szentpéterváron élt, napi látogató volt az Ermitázsban.